# Philipp Heinrich Erlebach
Philipp Heinrich Erlebach (Esens, 25 luglio 1657 – Rudolstadt, 17 aprile 1714) è stato un compositore tedesco.

## Biografia
Era figlio di Johann Philipp Erlebach, un musicista alla Corte del conte Ulrico II della Frisia orientale (6 luglio 1605 - 1º novembre 1648), dove il giovane Erlebach ricevette la sua prima formazione musicale.
Dotato di notevole talento, Erlebach fu inviato alla Corte del principe Albrecht Anton di Schwarzburg-Rudolstadt (2 febbraio 1641 - 24 giugno 1710), conte di Turingia, nel 1678. Nel 1681 fu nominato Kapellmeister della Corte di Turingia, incarico che mantenne per 33 anni, fino alla morte.

## Composizioni
Le sue composizioni comprendono musica orchestrale e da camera, opere, cantate, messe e oratori.
Erlebach fu un compositore prolifico, ma la maggior parte delle sue opere (oltre 1000 composizioni), dopo essere state acquistate dalla Corte dalla vedova di Erlebach, furono perdute in un incendio nel 1735. Per questo motivo la musica di Erlebach fu quasi completamente dimenticata. Solo 70 composizioni (circa il 7% della sua produzione) si sono conservate, alcune solo attraverso manoscritti, che dovettero essere successivamente trascritti.
Ci sono pervenute circa 90 delle sue cantate sacre, su un totale di più di 400. Fra le composizioni perdute sono da annoverare 24 messe e almeno sei cicli completi di cantate per l'anno liturgico luterano. Erlebach compose anche musica vocale profana, stampata nel 1697 in una collezione intitolata "Harmonische Freude musicalischer Freunde," che contiene oltre 75 pezzi. Delle oltre 120 opere strumentali note di Erlebach, se ne sono conservate solo 13.

### Opere superstiti
- VI Ouvertures begleitet mit … Airs nach französischer Art, a 5, 6, 1693
- VI Sonate a Violino e Viola da Gamba col suo Basso Continuo, 1694
- Marcia da "Musicalia bei dem Actu homagiali Mulhusino"
- "Harmonische Freude musicalischer Freunde", 1697, 1710
  - vol. 1: 50 arie
  - vol. 2: 25 arie
- "Josephs neuer Kaiserthron": Serenata da "Musicalia bei dem Actu homagiali Mulhusino", 1705
- 19 altre arie